# Lafond Bay
Die Lafond Bay ist eine rund 5 km breite Bucht an der Nordküste der Trinity-Halbinsel im Norden des Grahamlands auf der Antarktischen Halbinsel. Sie liegt südlich der Cockerell-Halbinsel.
Der Falkland Islands Dependencies Survey erfasste das Gebiet kartografisch bei Vermessungsarbeiten in den Jahren 1960 bis 1961. Das UK Antarctic Place-Names Committee benannte die Bucht 1964 nach dem Marineleutnant Pierre Antoine Lafond (1814–1890), Offizier an Bord der Astrolabe bei der Dritten Französischen Antarktisexpedition (1837–1840) unter der Leitung des Polarforschers Jules Dumont d’Urville.